# William Congreve (Autor)

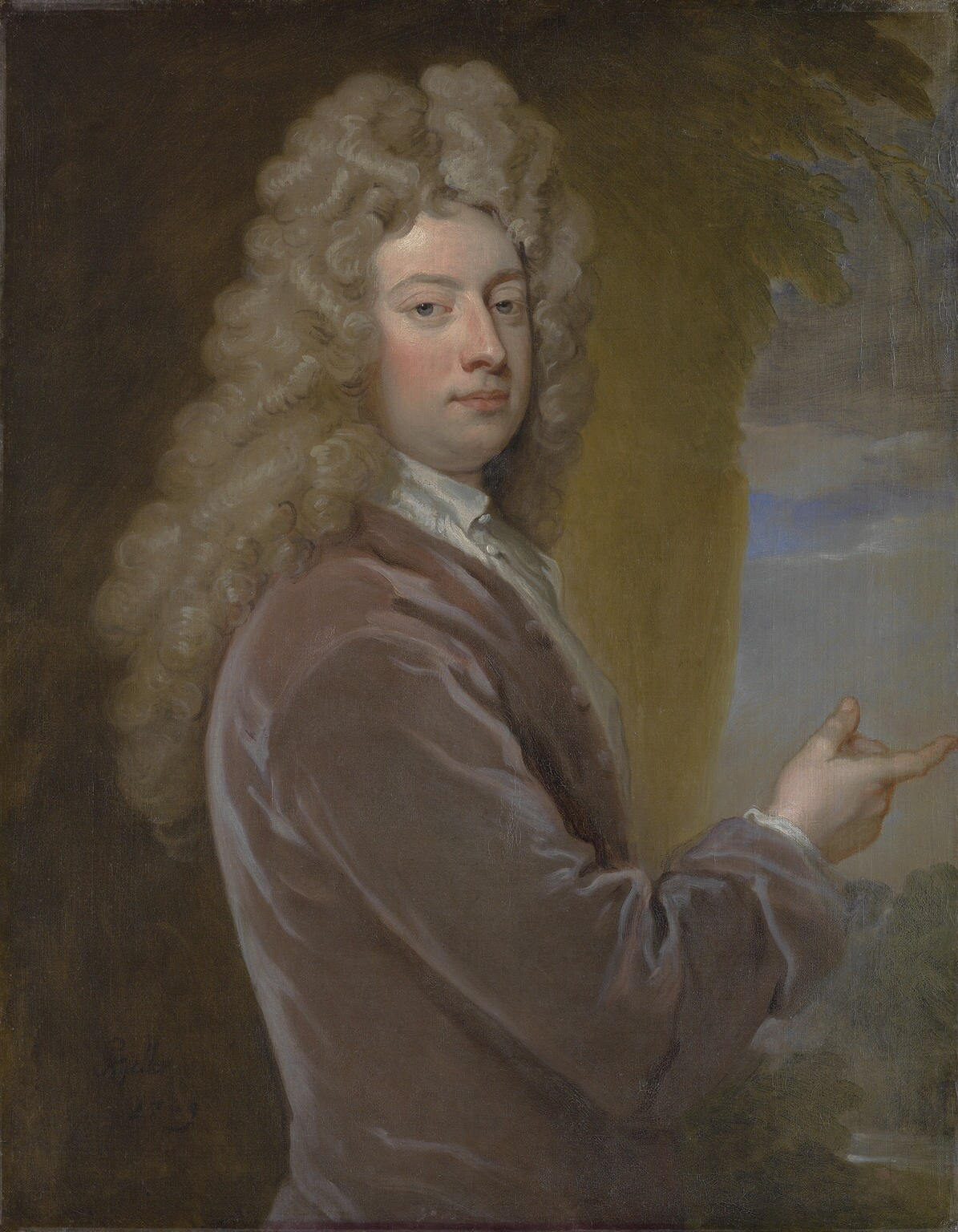
William Congreve (Autor), 1709

William Congreve (* 24. Januar 1670 in Bardsey bei Leeds; † 19. Januar 1729 in London) war ein englischer Dramatiker und Dichter. 
Congreve wuchs als Sohn des Garnisonskommandeurs von Youghal in Irland auf und studierte Rechtswissenschaften am Trinity College in Dublin. Dort lernte er Jonathan Swift kennen, der lebenslang sein Freund blieb. Nach seinem Studienabschluss zog Congreve die Aufmerksamkeit von John Dryden auf sich und begann mit dem Schreiben von Theaterstücken. Dryden und Thomas Southerne halfen dem jungen Kollegen bei seinem ersten Stück The Old Bachelor.
Congreve schrieb als einer der Hauptvertreter der Restaurationskomödie (Restoration Comedy) einige der beliebtesten Theaterstücke der Epoche des späten 17. und sehr frühen 18. Jahrhunderts (Zeitalter der Restauration). Im Alter von 30 Jahren hatte er bereits fünf bedeutende Stücke geschrieben, darunter Love for Love (1695) und The Way of the World (1700). Zwei seiner Komödien, The Old Bachelor und The Double Dealer, wurden gar vom angesehenen Komponisten Henry Purcell vertont. 1701 veröffentlichte er das Libretto zu einer Masque The Judgement of Paris, für dessen Vertonung ein Kompositionswettbewerb veranstaltet wurde, den John Weldon vor John Eccles gewann.
Love for Love bescherte Congreve einen Bühnenerfolg, und das Stück erlebte bis weit ins 18. Jahrhundert viele Aufführungen. Zwar gilt die Handlung als einfach, aber die Figurenzeichnung und die brillante Dialogführung gelten zu Recht als gelungen.
The Way of the World ist streng genommen keine klassische Restaurationskomödie mehr. Die Konventionen des Genres werden durchbrochen, hin zu einer stärkeren Ausrichtung auf Empfindung und Verhalten. In dem Stück geht es u. a. um die Frage, inwieweit Verträge (d. h. Eheverträge innerhalb der arrangierten Ehen) eine Rolle in zwischenmenschlichen Beziehungen spielen. Einerseits dienen Verträge zur Absicherung gegenüber habgierigen Fremden, andererseits sind sie Mittel der Ausbeutung. Das Vertragsthema wird auf spielerische Weise zwischen den Hauptfiguren Millamant und Mirabell verhandelt: berühmt ist die sog. proviso scene, in der die Liebenden ihre Bedingungen stellen, unter denen sie für eine Eheschließung bereit sind. Die Dialoge im Stück sind meisterhaft und geschliffen, in Erinnerung bleibt sicher die Witwe Lady Wishfort, die je nach gesellschaftlichem Umfeld in unterschiedlichen Sprachebenen kommuniziert (mitunter finden sich Elemente des Malapropismus).
Congreves Karriere endete fast ebenso plötzlich, wie sie begonnen hatte, nachdem der Geschmack des Publikums sich ab 1700 von der intelligenten, sexuell aufgeladenen „comedy of manners“ abgewandt hatte, auf die sich Congreve spezialisiert hatte. Auf Jeremy Colliers Kritik in der Streitschrift A Short View of the Immorality and Profaneness of the English Stage reagierte er angeblich besonders gereizt, bis hin zur Veröffentlichung einer langen Antwort (Amendments of Mr. Collier's False and Imperfect Citations).
Von der Gicht geplagt, gab er das Theater völlig auf, lebte fortan von den Tantiemen seiner früheren Werke und kam in den Genuss dreier Sinekuren, die ihm sein Mäzen, der spätere Lord Halifax, verschafft hatte. Außerdem wurde er auf der Seite der Whigs in der Politik tätig und bekleidete mehrere kleinere politische Ämter. Zeit seines Lebens war Congreve ein aufmerksamer Beobachter und Sammler seiner Träume, die er – neben der Dichtkunst – als „die Sprache unserer eigentlichen Natur“ empfand. Voltaire besuchte ihn, sah er in Congreve doch einen wahren Repräsentanten der englischen Literatur.
Um 1705–1706 entstand ein Libretto über die mythische Königstochter Semele, das John Eccles 1707 als eine der ersten vollständig gesungenen englischsprachigen Opern vertonte. Eine zeitgenössische Aufführung der Oper ist nicht nachgewiesen. 1743 wurde es in einer Bearbeitung von Newburgh Hamilton von Georg Friedrich Händel ein zweites Mal als dramatisches Oratorium Semele vertont und steht in dieser Version seit dem 20. Jahrhundert wieder häufig auf dem Spielplan der Opernhäuser.
Nach 1706 veröffentlichte er nur noch gelegentlich Gedichte und einige Übersetzungen (z. B. von Molières Monsieur de Pourceaugnac).
Congreve starb 1729 bei einem Kutschenunfall in London und wurde im „Poets’ Corner“ der Westminster Abbey beigesetzt.

## Werke
Bühnenwerke:
- The Old Bachelor (1693), vertont von Henry Purcell
- The Double-Dealer (1693), vertont von Henry Purcell
- Love For Love (1695)
- The Mourning Bride (1697)
- The Way of the World (1700)
  - Der Lauf der Welt. 1. Auflage. Insel Verlag, 1986, ISBN 978-3-458-14503-5, S. 148 (englisch: The Way of the World. 1700. Übersetzt von Wolfgang Hildesheimer).
- The Judgement of Paris (Masque, 1701)
- Semele (Opera, 1705–1706)

Lyrik:
- The Mourning Muse of Alexis (1695)
- A Pindarique Ode, Humbly Offer'd to the King on His Taking Namure (1695)
- The Birth of the Muse (1698)
- A Hymn to Harmony (1703)
- The Tears of Amaryllis for Amyntas (1703)
- A Pindarique Ode, Offer'd to the Queen on the Victorious Progress of Her Majesty's Arms (1706)

Andere Werke:
- Incognita or Love and Duty Reconcil'd (Roman, 1692)
- Amendments of Mr. Collier's False and Imperfect Citations (1698)
- A Discourse on the Pindarique Ode (in A Pindarique Ode, Offer'd to the Queen... von 1706 enthalten)
- An Impossible Thing (Erzählung, 1720)